# 完颜思敬
完颜思敬（？—1173年），本名完颜撒改，原名思恭，为避讳完颜允恭，改名。押赖河人，金国宗室。金源郡王完颜石土门之子，完颜习室之弟。
完颜思敬出生于押懒河畔，为人刚直有才干。十一岁时，跟随父亲谒见太祖阿骨打。天会四年（1126年），随完颜宗翰、完颜活女率军攻太原，下洛阳，围汴京（今河南省开封市），有功。扈从太宗完颜晟巡幸东京（今辽宁省辽阳市）。征伐术虎麟，因为功劳充当护卫。金熙宗天眷二年（1139年），因为捕拿完颜宗磐、完颜宗隽的功劳，官至显武将军。因在混同江中救出曹国王完颜宗敏，被擢升为右卫将军，世袭押懒万户，世袭谋克。入朝为工部尚书，改任殿前都点检，转任吏部尚书。完颜亮天德年间，为尚书右丞，后来罢为真定府尹，完颜思敬的儿子娶了部民之女为妾。该女之兄乞求该女与完颜思敬之子离异，但该女畏惧完颜思敬的权势，不敢离开他的家。完颜思敬历封河内郡王、巨鹿郡王，转任益都府尹。正隆二年（1157年），改任庆阳府尹。金世宗大定二年（1162年），任西南路招讨使，封济国公，兼天德军节度使。转任北部都统，以元帅右都监进入奚族地区，镇压契丹移剌窝斡。在张哥宅击败义军节度使特末也。稍合住等人拘捕移剌窝斡和他的母亲、妻儿、弟侄归降。完颜思敬到京师中都献俘，官拜右副元帅，经略山东。他在山东屯田，各随所受土地，散处州县。受命以猛安谋克自为保聚，田土与民田犬牙交错，互相更换。大定三年（1163年），任北京留守，大定七年（1167年），任平章政事。从政时，很有政绩，善于以微谏匡正君主的失误。大定九年（1169）拜枢密使，建言女真人可依汉人例，以文理选试，契丹人可分隶女直猛安等，世宗都听从了。大定十三年去世。